# 에릭 리델
에릭 헨리 리델(영어: Eric Henry Liddell, 1902년 1월 16일 ~ 1945년 2월 21일)은 스코틀랜드의 육상 선수이자, 장로교 선교사이다. 해럴드 에이브러햄스와 함께 영화 불의 전차(1981년)의 주제 인물이다.
중국 톈진에서 스코틀랜드인 선교사 부모에게 태어난 리델은 에든버러 대학교에서 수학하였다.
1924년 파리 올림픽에서 200m 동메달을 획득하고 나서, 400m에서 당시의 세계 기록 47.6초를 세워 금메달을 획득하였다. 이듬해 과학과 신학 학위를 취득한 후, 중국으로 건너가 장로교 선교사 활동을 하였다.
제2차 세계 대전이 일어나는 동안에 일본군들에 의하여 웨이셴 수용소에 억류되었다가, 뇌종양으로 사망하였다.